# Casa Reig (Roses)
La Casa Reig és una obra de Roses (Alt Empordà) inclosa a l'Inventari del Patrimoni Arquitectònic de Catalunya.

## Descripció
Situada a l'est del nucli urbà de la població, entre la carretera de Canyelles i el mar, a la franja costanera i a primera línia de mar.
Es tracta d'un habitatge unifamiliar aïllat construït en una parcel·la que presenta una forta pendent envers el mar, amb el qual es troba comunicat mitjançant unes escales que condueixen a la platja. De planta rectangular i línies totalment regulars i geomètriques, l'edifici està format per un gran cos central, que presenta un porxo situat davant de la façana principal. La característica més destacada de l'edifici és el joc de teulades, amb pendents oposats, originàriament cobertes amb rajola ceràmica i actualment amb un revestiment de plaques metàl·liques.

## Història
La tramitació de tots els permisos de l'Ajuntament per a la construcció de l'edifici es va iniciar l'any 1971.